# ¿Dónde jugarán los niños?
| Recensione | Giudizio |
| ---------- | -------- |
| AllMusic   |          |

¿Dónde jugarán los niños? è il terzo album del gruppo rock messicano Maná, pubblicato nel 1992 e, in nuova edizione con due remix, nel 1994. Nell'album i Maná cantano alcune delle canzoni che li hanno resi celebri a livello internazionale, come Oye mi Amor, ¿Dónde Jugarán los Niños?, Vivir sin Aire, Te Llore un Río e De Pies a Cabeza.
Il gruppo hard rock Molotov ha pubblicato, nel 1997, l'album dal titolo ¿Dónde Jugarán las Niñas? (Dove giocheranno le bambine?), titolo che è una parodia dell'album dei Maná (Dove giocheranno i bambini?).

## Tracce
1. De Pies A Cabeza – 4:40 (Fher Olvera, Alex González)
2. Oye Mi Amor – 4:36 (Fher Olvera, Alex González)
3. Cachito – 4:50 (Fher Olvera, Alex González)
4. Vivir Sin Aire – 4:54 (Fher Olvera)
5. ¿Dónde Jugarán Los Niños? – 4:18 (Fher Olvera, Alex González)
6. El Desierto – 4:11 (Fher Olvera, Alex González)
7. La Chula – 4:11 (Fher Olvera, Alex González)
8. Cómo Te Deseo – 4:34 (Fher Olvera)
9. Te Lloré Un Río – 4:55 (Fher Olvera)
10. Cómo Diablos – 3:55 (Fher Olvera)
11. Huele A Tristeza – 4:48 (Fher Olvera)
12. Me Vale – 4:34 (Alex González)

Durata totale: 54:26
Bonus track della Special Edition
1. Cómo Te Deseo (Remix) – 4:48 (Fher Olvera)
2. La Chula (Remix) – 5:55 (Fher Olvera, Alex González)